# Frétigny
Frétigny település Franciaországban, Eure-et-Loir megyében. Lakosainak száma 521 fő (2018. január 1.). Frétigny Saint-Denis-d’Authou községgel határos.

## Népesség
A település népességének változása:
| Lakosok száma | 511  | 465  | 342  | 429  | 472  | 493  | 498  | 530  | 526  | 521  |
|               | 1968 | 1975 | 1982 | 1999 | 2006 | 2011 | 2013 | 2016 | 2017 | 2018 |